# Ann Lee (ilustradora botánica)

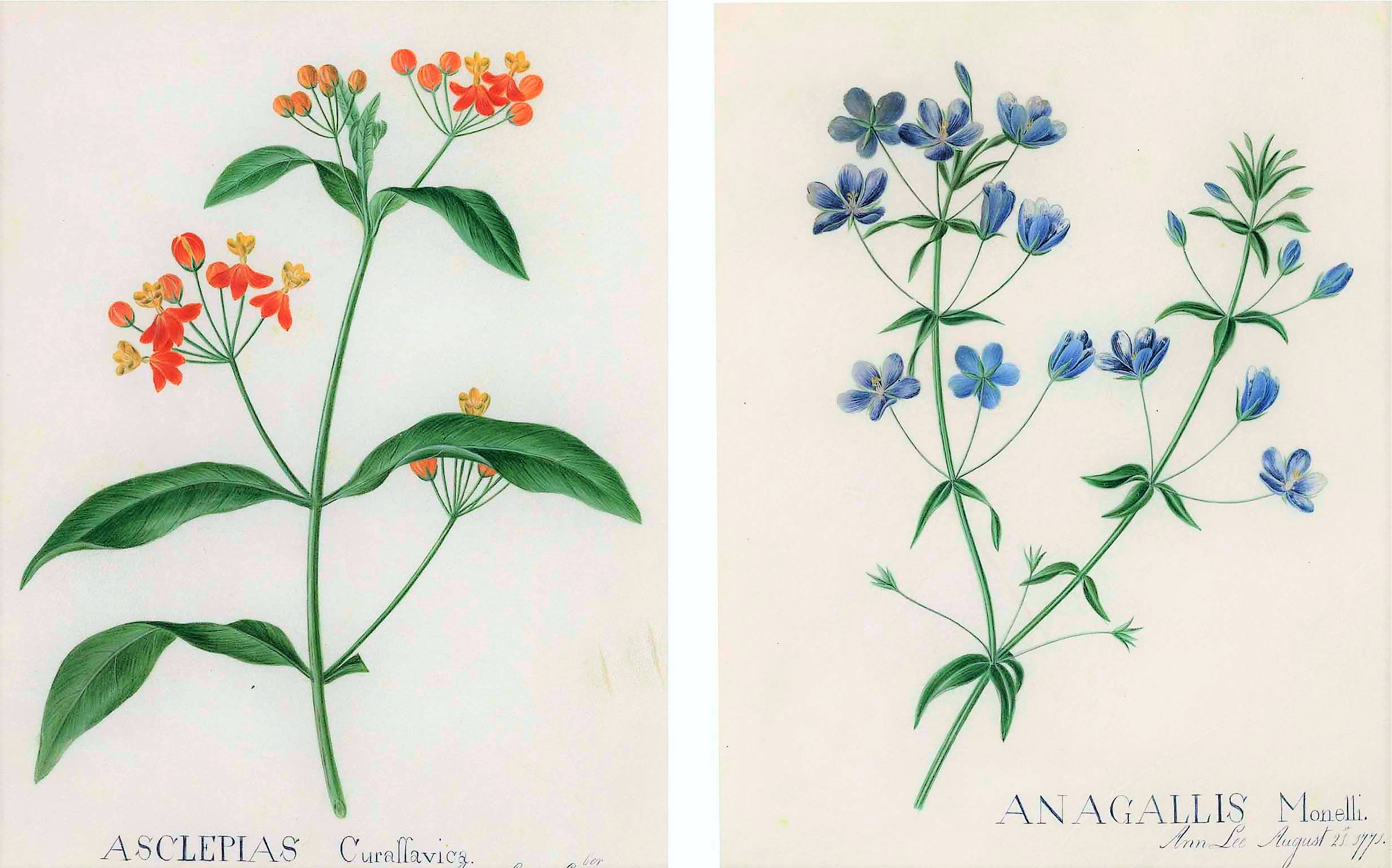
Asclepias curassavica y Anagallis monelli, pintadas por Ann Lee.

Ann Lee (1753-c. 1790) fue una ilustradora botánica británica que también dibujó pájaros e insectos.

## Biografía
Su padre era James Lee, un viverista escocés propietario de The Vineyard Nursery, comerciaba con plantas en Hammersmith, Londres, pero una fuente lo describe como "el botánico John Lee". Ann fue alumna del artista e ilustrador Sydney Parkinson (1745-1771) hasta su temprana muerte en el altamar trabajando para el científico Joseph Banks, y en el testamento de Parkinson dejó "cualquier utensilio que sea útil para pintar o dibujar a la hija de Lee, mi alumna". En 2012, se informó que estos "utensilios" estaban en la colección de la Biblioteca Nacional de Australia.
The Royal Botanic Gardens de Kew tiene la Colección Ann Lee, presentada en 1969. Comprende 165 ilustraciones de las cuales aproximadamente dos tercios se atribuyen a Lee, las 60 restantes están en papel chino y se cree que son de artistas chinos, recopiladas por su padre por su trabajo de suministro de plantas exóticas a los jardines. Sus obras en poder de Kew se incluirán en un importante proyecto con la Oak Spring Garden Foundation para digitalizar el trabajo de mujeres ilustradoras botánicas. El Royal Albert Memorial Museum en Exeter tiene una colección de 79 de sus dibujos de mariposas, pájaros e insectos.
Un grupo de siete de sus ilustraciones botánicas, fechadas en 1771 cuando tenía 17 o 18 años, se vendieron por 3125 libras esterlinas en la casa de subastas Christie's en 2013.